# FlixBus DACH

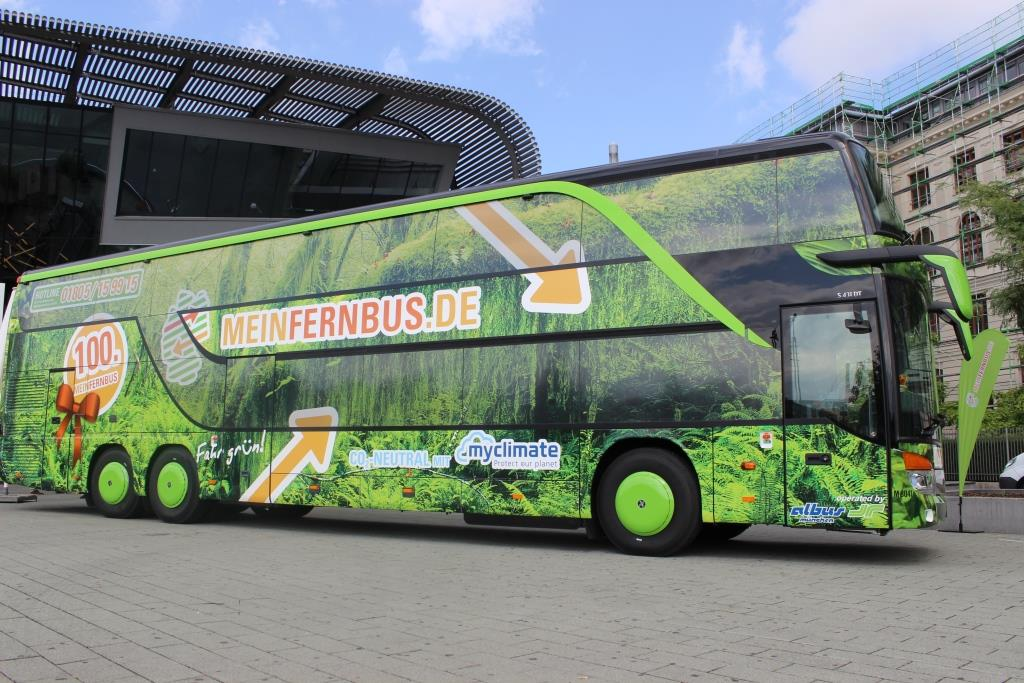
100. MeinFernbus

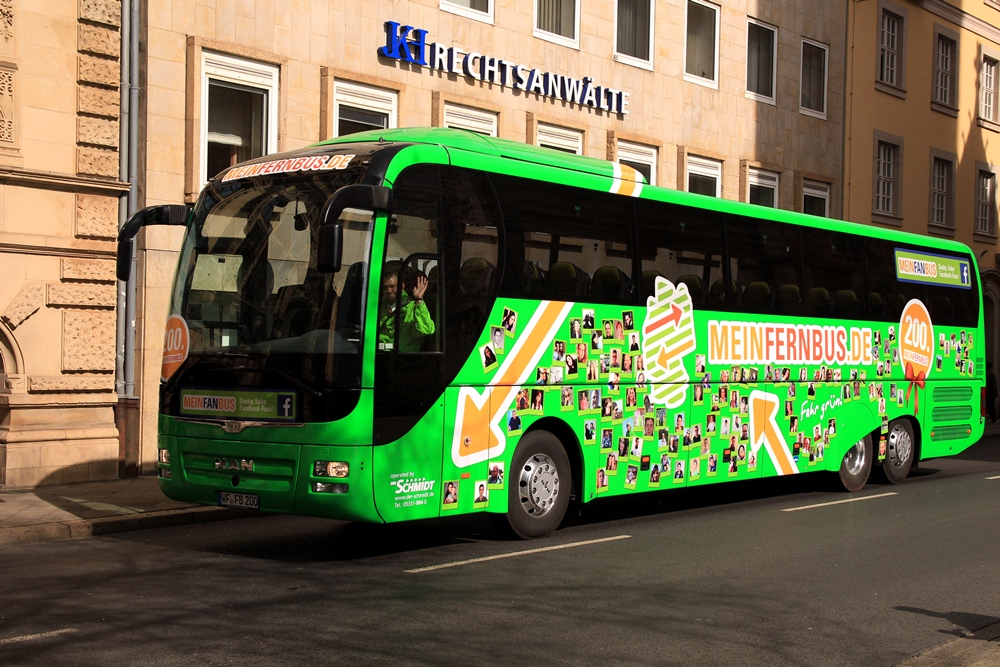
200. MeinFernbus

Altes Logo von MeinFernbus (bis Januar 2015)

Zweites Logo von MeinFernbus (bis 17. Dezember 2015)

Logo von MeinFernbus FlixBus bis zum 4. Mai 2016

Die FlixBus DACH GmbH betreibt als Tochtergesellschaft des deutschen Verkehrsunternehmens Flix SE den Fernbusverkehr in der DACH-Region. Die Gesellschaft wurde 2011 als MFB MeinFernbus GmbH gegründet; unter der Bezeichnung MeinFernbus bot das Unternehmen zwischen 2012 und 2016 Fernbusverkehre in Deutschland und in das benachbarte Ausland an. 2015 schloss sich MeinFernbus mit der FlixMobility GmbH (damals noch unter Flixbus firmierend) zusammen. Das Unternehmen bietet seit 2016 die Fernbusverkehre ausschließlich unter der Marke Flixbus an.

## Geschichte von MeinFernbus
Den Betrieb nahm MeinFernbus im April 2012 mit der Linie Freiburg im Breisgau – Titisee – Friedrichshafen – München auf, auf der mehrere tägliche Direktverbindungen angeboten wurden. Am 10. August 2012 folgte die Eröffnung einer zweiten als Übersee-Linie bezeichneten Linie von München über Friedrichshafen und Meersburg und – unter Nutzung der Autofähre Konstanz–Meersburg – über den Bodensee bis nach Konstanz, die im Herbst 2012 nach Zürich verlängert wurde. Anfang November 2012 kündigte das Unternehmen eine Ausweitung des Angebots auf insgesamt acht Fernlinien an.
Durch die Reform des bundesdeutschen Personenbeförderungsgesetzes (PBefG) und den damit einhergehenden Wegfall des Wettbewerbsschutzes für das Schienenpersonenfernverkehrsangebot der Deutschen Bahn haben Fernbusunternehmen seit dem 1. Januar 2013 deutlich bessere Möglichkeiten, ihren Linienbetrieb auszuweiten. Die erste Fernbusverbindung von MFB MeinFernbus, die nach neuem Recht genehmigt wurde, war die Verlängerung der Linie Frankfurt am Main – Leipzig bis nach Berlin. Bis Juli 2013 wurde das Liniennetz von MFB MeinFernbus auf insgesamt 21 Linien ausgebaut. Bereits im Januar 2013 waren rund 85 Städte im Inland und sieben Städte im Ausland (Zürich, Straßburg, Luxemburg, Innsbruck, Prag, Meran, Mailand) in den Linienverkehr des Unternehmens integriert. In der Regel gibt es in den angefahrenen Städten nur eine Haltestelle. In einigen Städten wie etwa in Berlin, Dresden, Konstanz oder Arnsberg bot MFB MeinFernbus den Fahrgästen die Möglichkeit, an verschiedenen Haltestellen zu- bzw. auszusteigen. MFB betrieb seine Linien nicht selbst, sondern bediente sich – wie auch Flixbus – dazu verschiedener mittelständischer Busbetreiber als Subunternehmer. Genehmigungsinhaber gemäß PBefG und damit Vertragspartner der Fahrgäste war nicht der Subunternehmer, sondern MeinFernbus.
Im Juli 2013 teilte MeinFernbus mit, dass inzwischen der millionste Fahrgast eine Fahrt bei der Firma angetreten habe. Mitte August wurde der 100. „MeinFernbus“ enthüllt, der getreu dem Motto „Fahr grün“ und entsprechend der Kooperation mit myclimate gestaltet wurde. Bis Oktober 2014 hatte MeinFernbus über acht Millionen Fahrgäste befördert.
2014 soll das Unternehmen, bei einem Umsatz von ca. 100 Mio. Euro, einen Gewinn von 1–2 Mio. Euro gemacht haben. Im April 2015 belief sich die Anzahl der betriebenen Fernbuslinien auf 264. MeinFernbus war zwei Jahre nach der Gründung mit gut 38 % Marktanteil Marktführer im deutschen Fernbusmarkt.
Am 7. Januar 2015 gaben MeinFernbus und FlixBus bekannt, dass die beiden Unternehmen sich zusammenschließen und ihre Liniennetze zusammenfügen wollen. Gleichzeitig wurde das Ziel einer verstärkten Expansion in die europäischen Nachbarländer formuliert. In den nicht-deutschsprachigen Ländern sollte dabei auf die Verwendung der Marke „FlixBus“ gesetzt werden. Infolge der Fusion wurde die in München ansässige FlixBus GmbH in eine Holding für verschiedene Landesgesellschaften umgewandelt, unter deren Dach die MFB MeinFernbus GmbH fortan als Tochtergesellschaft für den deutschsprachigen Markt fungieren sollte. Am 1. März 2016 wurde die MFB MeinFernbus GmbH in die Tochtergesellschaft FlixBus DACH GmbH umfirmiert, parallel wurde auch die Muttergesellschaft FlixBus GmbH in die FlixMobility GmbH umfirmiert. Die Gründer der Marke „MeinFernbus“ wechselten von der Geschäftsführung in den Beirat. Wegen des internationalen Auftritts wurde die Marke „MeinFernbus FlixBus“ auch im deutschsprachigen Raum durch die internationale Marke „FlixBus“ ersetzt.
Im Jahr 2022 endete auf der Strecke München–Zürich die Zusammenarbeit mit dem Busunternehmen Dr. Richard. In Österreich wird die Zusammenarbeit fortgesetzt.

### Marketing
Mit dem Motto „Fahr grün!“ soll nicht nur ein Bezug zur grünen Farbe der Unternehmensidentität hergestellt, sondern auch eine im Vergleich zu Bahn und motorisiertem Individualverkehr bessere Umweltbilanz nahegelegt werden. Die Werbeaussage, dass ein Fernbus das umweltfreundlichste Verkehrsmittel sei, wurde im Januar 2023 vom Umweltbundesamt, für die Verwendung in Belgien, untersagt. Grund dafür war Irreführung.
Das Unternehmen wurde für 2013 durch die Umweltstiftung myclimate als klimaneutral zertifiziert. Daneben ermöglicht MFB eine freiwillige Erhöhung des Fahrpreises, welche als Spende an myclimate gehe und so durch die Busfahrt produzierte Treibhausgase kompensieren solle. Für diese Aktivitäten wurde MeinFernbus mit dem myclimate Award 2012 und dem internationalen Busplaner Nachhaltigkeitspreises 2013 ausgezeichnet. Die Umsetzung der Kompensation wurde vom Umweltbundesamt beanstandet, da die Menge des zu kompensierenden CO2-Ausstoßes bei der Erhöhung des Fahrpreises nicht angegeben wurde.

### Konditionen
Die Fahrpreise für bestimmte Fahrten steigen in der Regel mit der zeitlichen Nähe zur Abfahrt an. Buchungen sind an eine bestimmte Fahrt und Person gebunden. Teilweise werden Aufpreise für die Wahl eines bestimmten Sitzplatzes im Bus erhoben. Es ist außerdem möglich den Platz neben sich zu reservieren, diese Option „Freier Nebensitz“ bietet jedoch nur mehr Platz, es ist weder mehr Freigepäck noch eine zweite Person erlaubt. Buchungen können storniert werden, aber es erfolgt grundsätzlich keine Erstattung, sondern es werden lediglich Gutscheincodes für künftige Fahrten ausgestellt. Die Codes müssen vom Kunden aufbewahrt werden, auch mit einem Kundenkonto erfolgt keine automatische Anrechnung oder anderweitige „Vormerkung“ der Gutscheine im Kundenkonto. Die Stornierungskosten wurden 2023 deutlich erhöht, vorher hatten sie z. B. nur 1 Euro bei Stornierung 29 bis 14 Tage vor Abfahrt, 5 Euro von unter 14 bis 3 Tage und danach 7 Euro betragen. Bei Fahrten zwischen 18. Dezember 2023 und 12. September 2024 verloren diejenigen Kunden, die ihre Gutscheincodes später nutzen, bei Stornierung weniger als 1 Tag bis 15 Minuten vor Abfahrt 75 % des Fahrkartenpreises, 1 bis 6 Tage vorher 50 %, 7 bis 29 Tage vorher 25 %. Ab dem 12. September 2024 erhöhte sich das Stonierungsentgelt zwischen 24 und 48 Stunden vor Abfahrt von 50 % auf 75 % des Ticketpreises. Die Dauer wird minutengenau abgerechnet. Außerdem sind Buchungs- und Servicegebühren verloren. Eine Stornierung binnen 60 Min. nach Buchung war zeitweilig gratis möglich.

### Kritik
Im April 2014 wurde MeinFernbus GmbH der Negativpreis Big Brother Award in der Kategorie Verkehr verliehen, da das Unternehmen in besonderer Weise und nachhaltig die Privatsphäre seiner Kunden beeinträchtige. Als Begründung findet sich in der Laudatio vor allem derzeit die vom Unternehmen in seinen allgemeinen Geschäftsbedingungen (AGB) vorgesehene Pflicht, sich bei Nutzung eines Online-Tickets zusätzlich bei Fahrtantritt durch einen gültigen amtlichen Lichtbildausweis zu identifizieren. Ebenfalls kritisiert wird dort, dass MeinFernbus laut seinen Datenschutzbestimmungen für Abrechnungen der Tickets nicht nur zahlungsrelevante Daten weitergeben darf, sondern unter anderem auch Telefonnummern sowie weitere nicht für die Abwicklung von Zahlungen bedeutsame Angaben der Nutzer. Vor dem Hintergrund, dass die Mitführung eines Ausweises auch von einigen anderen Fernbusunternehmen verlangt wird, waren es laut der Laudatio gerade diese Möglichkeiten der Datenweitergabe, die MeinFernbus für diese Anti-Auszeichnung im Betracht kommen ließen.
Im Test der Stiftung Warentest belegte MeinFernbus im Juli 2014 Platz 6 von 9 mit der Note „Gut (2,2)“.